# Frank Alvord Perret
Frank Alvord Perret, noto anche come Frank A. Perret (Contea di Hartford, 2 agosto 1867 – New York, 12 gennaio 1943), è stato un ingegnere, inventore e vulcanologo statunitense.

## Biografia
Nato a Philadelphia da famiglia agiata, sin da piccolo provò interesse per le scienze, compiendo così studi di ingegneria e laureandosi molto presto. Affascinato dagli sviluppi dell'allora nascente energia elettrica, mise a punto e brevettò, intorno al 1895, un modello di motore elettrico per le industrie che da lui prese il nome, e che gli diede grande fama. I suoi studi in questo campo gli valsero le attenzioni del grande Edison, di cui divenne assistente per qualche tempo. Sempre con l'elettricità, fabbricò un primo modello di auto elettrica, i cui esiti, però, non furono soddisfacenti.
A causa del ritmo di lavoro che s'era autoimposto, Perret nel 1904 ebbe un completo crollo nervoso; come conseguenza, lasciò l'America per l'Europa e, dopo aver girato a lungo, si stabilì a Napoli.
Nella città delle Sirene conobbe il professor Raffaele Matteucci, allora direttore dell'Osservatorio Vesuviano, che lo convinse a diventare suo assistente; Perret così cominciò ad interessarsi vivamente di vulcanologia, e poté assistere all'eruzione del Vesuvio del 1906, durante la quale redasse un gran numero di appunti, scattò molte foto e prestò soccorso alle popolazioni inermi, guadagnandosi così una menzione speciale da parte del re.
Dopo l'evento, capì che la vulcanologia era la sua vera strada. Si stabilì a Napoli per i 15 anni successivi, ma non smise di viaggiare: nel 1910 seguì un'eruzione dell'Etna e studiò le Isole Eolie, nel 1911 fu alle Hawaii dove fondò l'Osservatorio vulcanologico sulla caldera del Kilauea; fu poi in Giappone per l'eruzione del Sakurajima (1914), ed infine in Martinica per l'eruzione del Monte Pelée nel 1929-1932, dove  seguì costantemente l'eruzione, e fu protagonista di un eroico quanto per lui fortunoso evento: rinchiuso in una baracca con una nube ardente in avanzamento, piuttosto che fuggire volle restare sul posto dopo aver serrato ogni fessura. Rimase in vita (anche se svenne a causa dell'elevatissimo calore), e fu il primo a poter descrivere una nube ardente dal suo interno, ponendo le preziose basi per le ricerche successive. Tra l'altro, constatò che il monte Pelée necessitava di un attento monitoraggio: fu così costruito l'Osservatorio della Martinica nel paese di Fonds-Saint-Denis, attivissimo tuttora. Prestò inoltre soccorso alla popolazione come in Italia, e per i suoi meriti nel 1937 riceverà la cittadinanza onoraria dell'isola. In suo onore verrà anche festeggiato un "Frank Perret Day".
Malato gravemente al cuore già da tempo, Perret tornò definitivamente in America nel 1940, per morirvi d'infarto due anni e mezzo dopo.